# Bamboo Airways
Bamboo Airways is de private luchtvaartmaatschappij van Vietnam en is opgericht als staatsbedrijf in april 2017, die in 2018 (op 1 oktober 2018) van start wil gaan met commerciële vluchten vanuit de Vietnamese hoofdstad Hanoi. Het moederbedrijf is FLC Group In eerste instantie staan binnenlandse en regionale vluchten in de planning. Daarna moeten ook intercontinentale activiteiten worden ontplooid, waarbij de focus ligt op Europa en Noord-Amerika.
De maatschappij wil zo internationale toeristen naar badplaatsen als Nha Trang, Hạ Long, Thanh Hóa, Đồng Hới, Phú Quốc en Qui Nhơn in Vietnam transporteren.

## Vloot
Bamboo hoopt in oktober 2018 te starten. In maart dat jaar tekende Bamboo Airways al een intentieverklaring voor de aanschaf van 24 Airbus A321neo’s. Die moeten vanaf 2022 worden geleverd. In een volgend stadium wil de start-up ook 24 A321LR’s. Bamboo Airways is honderd procent eigendom van FLC Group.
In 26 juni 2018 bestelde Bamboo Airways een order 20 Boeing 787 Dreamliner toestellen. De bestelling heeft een cataloguswaarde zo’n 5,6 miljard dollar. De toestellen komen tussen 2020 en 2023 bij de vloot en zal leiden tot een verdubbeling van de vloot.
De periode tussen de opstart en de eerste levering van eigen toestellen wil het bedrijf met gecharterde vliegtuigen van een derde partij overbruggen.

## Bestemmingen
Bamboo Airways voert lijnvluchten uit naar (geplande bestemmingen, vanaf 1 oktober 2018):
Binnenland:
- Ho Chi Minhstad - Internationale luchthaven Tan Son Nhat,
- Hanoi, Internationale Luchthaven Noi Bai
- Tam Kỳ, Luchthaven Chu Lai
- Buon Ma Thuot, Luchthaven Buon Ma Thuot
- Da Nang, Internationale Luchthaven Da Nang
- Haiphong, Internationale Luchthaven Cát Bi
- Nha Trang, Internationale Luchthaven Cam Ranh
- Da Lat, Luchthaven Lien Khuong
- Dong Hoi, Luchthaven Dong Hoi
- Hue, Internationale Luchthaven Phu Bai
- Phu Quoc, Internationale Luchthaven Phu Quoc
- Pleiku, Luchthaven Pleiku
- Quy Nhon, Luchthaven Phu Cat
- Thanh Hóa, Luchthaven Thọ Xuân
- Tuy Hòa, Luchthaven Đông Tác
- Vinh, Luchthaven Vinh

Internationaal:
- Bangkok - Internationale Luchthaven Suvarnabhumi
- Kuala Lumpur, Internationale Luchthaven Kuala Lumpur
- Seoul - Internationale Luchthaven Incheon
- Singapore - Internationale Luchthaven Changi
- Siem Reap - Internationale Luchthaven Angkor
- Taipei - Internationale Luchthaven Taipei Taoyuan
- Tokio